# Női 4 × 100 méteres vegyesúszás a 2005. évi nyári európai ifjúsági olimpiai fesztiválon
A 2005. évi nyári európai ifjúsági olimpiai fesztiválon az úszás női 4 × 100 méteres vegyesúszás versenyeit július 8-án rendezték, Lignano Sabbiadoróban.

## Előfutamok
| H  | F | Nemzet                | Név                                                                                       | E       | Mj |
| -- | - | --------------------- | ----------------------------------------------------------------------------------------- | ------- | -- |
| 1  | 3 | Egyesült Királyság    | Elisabeth Simmonds Helena Thornton Ellen Gandy Lauren Collins                             | 4:22.54 | QA |
| 2  | 4 | Magyarország          | Galamb Szimonetta Kanda Ágnes Mariann Tompa Orsolya Kovács Anett                          | 4:24.61 | QA |
| 3  | 2 | Svédország            | Paulina Sjoholm Hanna Westrin Josefine Karlsson Nathalie Lindborg                         | 4:24.74 | QA |
| 4  | 3 | Németország           | Christin Zenner Theresa Michalak Sina Sutter Uta Muller                                   | 4:27.91 | QA |
| 5  | 4 | Olaszország           | Caterina Brighi Francesca Aceto Debora Nannini Elisa Cimarosto                            | 4:28.01 | QA |
| 6  | 3 | Oroszország           | Oxana Shlapakova Nadezda Voropaeva Daria Kostovarova Daria Lyashenko                      | 4:28.29 | QA |
| 7  | 4 | Lengyelország         | Iwona Lefanowicz Dominika Jurczynska Karolina Szczepaniak Aleksandra Kaminska             | 4:28.78 | QA |
| 8  | 4 | Ukrajna               | Ivanna Smirnova Vira Klymenko Alina Alferova Kateryna Dikidzhi                            | 4:31.64 | QA |
| 9  | 2 | Franciaország         | Charlotte Bourigault Elsa Trujillo Margaux Fabre Malaguie Delarbre                        | 4:31.92 |    |
| 10 | 2 | Spanyolország         | Gema Cristobal Marta Carpio Carla Campo Cristina Sutilo                                   | 4:31.93 |    |
| 11 | 3 | Csehország            | Simona Baumrtova Dominika Vasinkova Nikola Zatopkova Anna Novakova                        | 4:32.99 |    |
| 12 | 2 | Görögország           | Filareti Velonaki Elisavet Makaritou Andriana Terzi Alexandra Maniou                      | 4:33.89 |    |
| 13 | 2 | Horvátország          | Ivana Pijanovic Gabrijela Korac Zeljana Knesevic Monika Babok                             | 4:36.73 |    |
| 14 | 2 | Dánia                 | Pernille Larsen Emilie Christine Hilsted Michelle Strandskov An Munk Orstrom Andersen     | 4:37.78 |    |
| 15 | 4 | Ausztria              | Michelle Melanie Kussin Elisabeth Strigl Uschi Halbreiner Stefanie Stuerzl                | 4:38.21 |    |
| 16 | 4 | Románia               | Manuela Lavinia Lupascu Iona Alexandra Popa Anca Mathilda Stefan Loredana Elena Scutaru   | 4:38.79 |    |
| 17 | 1 | Szlovénia             | Ana Ribnikar Tamara Martinovic Kaja Pilko Lea Kos                                         | 4:39.10 |    |
| 18 | 1 | Szerbia és Montenegró | Isidora Tesic Jovanka Marjanovic Tijana Vukanovic Milica Ostojic                          | 4:39.11 |    |
| 19 | 4 | Írország              | Chelsey Wilson Fiona Doyle Shenagh O'byrne Orla Ryan                                      | 4:39.24 |    |
| 20 | 3 | Szlovákia             | Lenka Galikova Kristyna Palkovicova Nina Hantakova Michaela Reckova                       | 4:41.30 |    |
| 21 | 2 | Törökország           | Eda Gungorurler Ceren Dilek Gizem Cam Begum Arikan                                        | 4:44.00 |    |
| 22 | 3 | San Marino            | Valentina Grassi Martina Savaglia Arianna Vannucci Clelia Tini                            | 4:46.95 |    |
| 23 | 1 | Portugália            | Rute Araujo Ana Mateus Rita Gomes Marta Marinho                                           | 4:47.74 |    |
| 24 | 4 | Észtország            | Erika Tuvike Merle Liivand Katlin Tonning Liina Laul                                      | 4:49.82 |    |
| 25 | 2 | Finnország            | Camilla Kulmala Reetta Harkonen Emilia Pikkarainen Jenni Ahtila                           | 4:52.18 |    |
| 26 | 3 | Izland                | Daisy Heimisdottir Rakel Gunnlaugsdottir Hafdis Osk Petursdottir Berglin Adalsteinsdottir | 4:53.81 |    |
| 27 | 3 | Litvánia              | Migle Banyte Juste Matonyte Karolina Dryzaite Aiste Dobrovolskaite                        | 4:56.02 |    |

## Döntő
| H     | Nemzet             | Név                                                                           | E       | Mj |
| ----- | ------------------ | ----------------------------------------------------------------------------- | ------- | -- |
| Arany | Egyesült Királyság | Elisabeth Simmonds Helena Thornton Ellen Gandy Lauren Collins                 | 4:18.88 |    |
| Ezüst | Németország        | Christin Zenner Theresa Michalak Nina Schiffer Uta Muller                     | 4:23.44 |    |
| Bronz | Magyarország       | Galamb Szimonetta Kanda Ágnes Mariann Tompa Orsolya Kovács Anett              | 4:24.21 |    |
| 4     | Svédország         | Paulina Sjoholm Hanna Westrin Josefine Karlsson Nathalie Lindborg             | 4:25.04 |    |
| 5     | Oroszország        | Oxana Shlapakova Nadezda Voropaeva Daria Kostovarova Elena Sokolova           | 4:26.63 |    |
| 6     | Lengyelország      | Iwona Lefanowicz Dominika Jurczynska Karolina Szczepaniak Aleksandra Kaminska | 4:27.67 |    |
| 7     | Olaszország        | Caterina Brighi Francesca Aceto Debora Nannini Elisa Cimarosto                | 4:28.36 |    |
| 8     | Ukrajna            | Ivanna Smirnova Vira Klymenko Alina Alferova Kateryna Dikidzhi                | 4:30.97 |    |